# Episodi di LEGO Ninjago (prima stagione)
La prima stagione, della serie animata Ninjago: Masters of Spinjitzu, sottotitolata Il risveglio dei serpenti (Rise of the Snakes), composta da tredici episodi, è stata trasmessa negli Stati Uniti d'America su Cartoon Network dal 2 dicembre 2011 al 11 aprile 2012.
In Italia è stata trasmessa sul canale Cartoon Network dal 7 aprile 2012 a giugno 2012, dividendo però un episodio in due parti, portando così il numero complessivo degli episodi da 13 a 26.
La stagione è disponibile su Netflix Italia. Da aprile 2021 fino a novembre 2023, la stagione era stata rimossa per motivi ignoti.
La prima stagione è diretta da Peter Hausner (ep. 1, 4, 7, 10, 13), Justin Murphy (ep. 2, 5, 8, 11), Martin Skov (ep. 3, 6, 9, 12) e scritta da Dan Hageman e Kevin Hageman.
L'antagonista principale sono: Pythor e le Serpentine
| nº | Titolo originale               | Titolo italiano                 | Prima TV USA     | Prima TV Italia |
| -- | ------------------------------ | ------------------------------- | ---------------- | --------------- |
| 1  | Rise of the Snakes             | Il risveglio dei serpenti       | 2 dicembre 2011  | 7 aprile 2012   |
| 2  | Home                           | A casa                          | 2 dicembre 2011  | 14 aprile 2012  |
| 3  | Snakebit                       | Morsi dal serpente              | 25 gennaio 2012  | 21 aprile 2012  |
| 4  | Never Trust a Snake            | Non fidarti mai di un serpente  | 1º febbraio 2012 | 28 aprile 2012  |
| 5  | Can of Worms                   | Un bel rompicapo                | 8 febbraio 2012  | 5 maggio 2012   |
| 6  | The Snake King                 | Il re dei serpenti              | 15 febbraio 2012 | 12 maggio 2012  |
| 7  | Tick Tock                      | Tik Tak                         | 22 febbraio 2012 | 19 maggio 2012  |
| 8  | Once Bitten, Twice Shy         | Morsi e stravolti               | 7 marzo 2012     | 26 maggio 2012  |
| 8  | Once Bitten, Twice Shy         | Morso una volta non ci cado più | 7 marzo 2012     | 26 maggio 2012  |
| 9  | The Royal Blacksmiths          | I fabbri reali                  | 14 marzo 2012    | 2 giugno 2012   |
| 10 | The Green Ninja                | Il ninja verde                  | 21 marzo 2012    | 9 giugno 2012   |
| 11 | All of Nothing                 | Meglio di niente                | 28 marzo 2012    | 16 giugno 2012  |
| 12 | The Rise of the Great Devourer | Il risveglio del Great Devourer | 4 aprile 2012    | 23 giugno 2012  |
| 13 | Day of the Great Devourer      | Il giorno del Great Devourer    | 11 aprile 2012   | 30 giugno 2012  |

## Il risveglio dei serpenti
I ninja vivono una vita pacifica con Sensei Wu e Nya al monastero. Un giorno, però, giunge voce che Lord Garmadon è tornato e che sta terrorizzando il villaggio di Jamanakai. Per questo, i ninja si recano sul posto, scoprendo che in realtà il malfattore è il figlio di Lord Garmadon, ossia, Lloyd Garmadon, che minaccia gli abitanti del villaggio di scatenare contro di loro le Serpentine, una razza di serpenti antropomorfi ritenuta estinta e rinchiusa in delle tombe centinaia di anni prima, se non gli verranno consegnate tutte le caramelle del villaggio. Alla fine Lloyd non viene preso sul serio dagli abitanti del villaggio e i ninja lo umiliano davanti a tutti.
Poco prima di ripartire per il monastero, i ninja leggono una pergamena di Wu, secondo la quale, un ninja si ergerà tra gli altri e diventerà il Ninja Verde, destinato a sconfiggere Lord Garmadon.
Offeso per l'umiliazione subita dai ninja, Lloyd fugge su dei monti innevati dove trova la Tomba di una tribù di Serpentine, per la precisione, la Tomba degli Hypnobrai, capaci di ipnotizzare chiunque. Il Generale della tribù, Slythaa, tenta di ipnotizzare Lloyd, appena entrato nella Tomba, ma a causa del ghiaccio circostante, la sua immagine viene riflessa ed è lui a rimanere sotto il controllo di Lloyd.
Quest'ultimo, usa quindi gli Hypnobrai per attaccare il villaggio di Jamanakai e prendersi tutte le caramelle. I ninja intervengono e riescono a sconfiggere le Serpentine, ma Sensei Wu li avverte che torneranno. Poco dopo, il Vice di Slythaa, Skales, raggiunge ed ipnotizza Cole escogitando un piano per sconfiggere i ninja.

## A casa
Spinto da qualche strano e ignoto impulso, Zane si isola sempre più dagli altri e passa molto tempo da solo. Un giorno, vede un falco volare sul monastero e, incuriosito, lo insegue, scoprendo che Lloyd sta costruendo una fortezza aiutato dagli Hypnobrai. Zane torna quindi al monastero per avvertire gli altri e insieme si preparano ad attaccare.
Durante l'assalto alla fortezza di Lloyd, Skales prende il controllo di Cole, avendolo già ipnotizzato, e lo mette contro i ninja, ma poco dopo, Wu arriva in groppa al drago del fuoco assieme a Nya e suonando il Flauto Sacro, uno strumento che produce un suono bellissimo per gli uomini ma insopportabile per le Serpentine, riesce a liberare Cole dal controllo di Skales. La fortezza viene infine distrutta, mentre Skales intrappola Lloyd in una gabbia con l'inganno.
Tornati al monastero, i ninja scoprono, con orrore, che è stato distrutto dalle Serpentine;, ma Zane, seguendo nuovamente il falco, trova una nave arenata e i ninja ne fanno la loro nuova casa.
Al ritorno alla tomba, Slythaa ordina di liberare Lloyd, ma Skales si rifiuta e lo sfida all'Arena Viscida, una feroce battaglia il cui premio è il titolo di Generale e il comando degli Hypnobrai. Durante il combattimento, Lloyd riesce a rubare la mappa indicante l'ubicazione delle altre quattro Tombe delle Serpentine. Alla fine la lotta viene vinta da Skales, che esilia per sempre Lloyd. Deluso e intenzionato a vendicarsi dei ninja e degli Hypnobrai, quest'ultimo si dirige verso la tomba dei Fangpyre.

## Morsi dal serpente
I ninja riparano e ripuliscono la nave installando dei propulsori per poter volare. Poco dopo Jay riceve una visita dai suoi genitori, Ed e Edna, che lo mettono un po' in imbarazzo davanti ai suoi amici, e promette che un giorno andrà a trovarli.
Intanto, Lloyd trova ed apre la Tomba dei Fangpyre, capaci di trasformare qualsiasi cosa in un serpente col loro morso. Il loro Generale, Fangtom, prova simpatia verso Lloyd e, poiché odia gli Hypnobrai, decide di aiutarlo nella sua vendetta. I Fangpyre si dirigono così al deposito di rottami dei genitori di Jay e, con il loro morso, trasformano le loro invenzioni in un esercito di Serpentine, per poi mordere anche Ed e Edna.
Il giorno dopo Jay decide di andare a trovarli, assieme ai suoi amici, ma sono costretti ad andare a piedi poiché i draghi stanno mutando e devono migrare verso est, per completare il loro ciclo evolutivo.
Quando i ninja arrivano al deposito, scoprono cosa hanno fatto i Fangpyre, i quali attaccano i ninja per poi fuggire. Per guarire i genitori di Jay, però, è necessario il veleno contenuto nello scettro di Fangdom, per questo, i ninja usano le Armi d'Oro, che si trasformano in veicoli, per inseguire i Fangpyre. Una volta preso lo scettro, Nya ricava l’antidoto dal veleno riuscendo a guarire Ed e Edna. I ninja usano poi il sistema di volo della loro nave per fuggire, ma alla partenza lo scettro cade dalla nave e viene recuperato da Fangtom.

## Non fidarti mai di un serpente
Durante la notte Zane fa un sogno in cui viene attaccato da Garmadon, ma viene salvato dal ninja verde che possiede tutti i poteri dei ninja.
Nel frattempo, Lloyd guida l'assalto dei Fangpyre contro gli Hypnobrai, ma proprio quando sta per cominciare la battaglia, Fangtom e Skales buttano a terra le armi e si abbracciano, di fronte ad un allibito Lloyd. Fangtom gli spiega poi che, nonostante la rivalità tra le due razze, lui e Skales sono sempre stati grandi amici e, ora che lui è il Generale degli Hypnobrai, i due eserciti possono allearsi.
Lloyd, fuggito dai Fangpyre, per vendicarsi contro di loro e gli Hypnobrai, decide di risvegliare la più pericolosa tribù delle Serpentine: gli Anacondrai, ma arrivato alla loro tomba, scopre che ne è sopravvissuto solo uno: Pythor, che diventa il suo scudiero.
Intanto i ninja stanno praticando il loro allenamento, durante il quale Zane racconta del suo sogno. A causa della loro continua distrazione, Wu ordina ai ninja di allenarsi finché non avranno trovato la risposta alla domanda “Qual è il modo migliore per sconfiggere un nemico?”.
Frattanto, quando Lloyd rivela al suo scudiero che è stato espulso dall'Accademia per Cattivi Ragazzi, Pythor gli suggerisce di vendicarsi, perciò, i due attaccano la scuola, la conquistano e piazzano trappole di ogni tipo. I ninja intervengono poco dopo, ma cadono nelle trappole di Pythor, da cui riescono comunque a salvarsi. Lloyd, bloccato sul tetto della scuola insieme a Pythor, chiede alla Serpentina cosa possono fare, ma Pythor risponde rubandogli la mappa delle tombe e fuggendo, lasciandolo ai ninja.
Una volta preso Lloyd, Wu dice di avere la soluzione per i problemi del ragazzo: così gli legge la favola della buonanotte e lo avverte di non fidarsi mai di un serpente. I ninja, però, non capiscono perché Wu non abbia punito Lloyd ed egli risponde spiegando che il modo migliore per sconfiggere un nemico è quello di farselo amico.

## Un bel rompicapo
Dopo avere accolto Lloyd nella squadra, Wu decide di farsi aiutare da lui nelle lezioni, ma Lloyd combina una serie di guai: batte il record di Kai nei videogiochi dando la colpa a Cole, rende la zuppa di Cole immangiabile dando la colpa a Jay, rompe il robot con cui Jay si sta allenando dando la colpa a Zane e rende rosa la tuta bianca di Zane dicendo che Kai l'ha lavata insieme alla sua tuta rossa. Per questo, i ninja litigano fra loro fino a che Wu non gli rivela che tutto ciò era opera di Lloyd, che ha agito su suo ordine, per far capire loro il potere del pettegolezzo.
Poco dopo Nya riesce a rintracciare l'ubicazione delle tombe dei Constrictai, le Serpentine stritolatrici, e dei Venomari, le Serpentine dal veleno allucinogeno, i luoghi dove è probabilmente diretto Pythor. Cole e Zane vanno alla tomba dei Constrictai, mentre Kai e Jay alla tomba dei Venomari.
Arrivati alla tomba dei Constrictai, Zane e Cole scoprono che non c'è più nessuno e Zane legge una profezia su un muro della tomba, secondo la quale, quando tutte le tribù Serpentine si uniranno, il Great Devourer sarà risvegliato. Poco dopo i due vengono attaccati da Skalidor, il Generale dei Constrictai, ma riescono a fuggire grazie al Flauto Sacro datogli da Wu.
Dopo l'accaduto, Zane e Cole si dirigono verso la tomba dei Venomari, intuendo che anche Kai e Jay possano cadere in una trappola simile, infatti, dei Venomari escono dalle paludi tossichedove si trova la loro tomba e tendono un agguato, nel quale, Kai viene colpito dal loro veleno che gli causa delle allucinazioni. All'arrivo di Zane e Cole, Pythor si palesa e ruba il Flauto Sacro a Zane mettendo i ninja con le spalle al muro.
Le Serpentine vengono però sconfitte da un misterioso individuo, Samurai X, che fugge dopo aver salvato i ninja. Questi vanno poi a Ninjago City dove, in una zona abbandonata della metropolitana, Pythor tiene un comizio per tentare di unire le tribù di Serpentine, ma i ninja, grazie al potere del pettegolezzo, riescono a impedire che ciò accada.
A cena i ninja si godono il successo ottenuto in missione e poco dopo compare Lloyd che, consegnando a Zane la sua tuta che ha fatto tornare di nuovo bianca con numerosi giri in lavatrice e facendo uno scherzo divertente a Cole, riesce a farsi perdonare per i guai causati.

## Il re dei serpenti
Pythor, assieme a Skales, riesce a ritrovare la città perduta di Horoboros, l'antica capitale serpentina sepolta sotto la sabbia del deserto, e la rende il nuovo quartier generale delle Serpentine.
I ninja lasciano Lloyd alla sala giochi per avere più tempo per cercare Pythor e il misterioso Samurai, che sta acquisendo sempre più popolarità a scapito dei ninja. Lloyd vede però Skales alla guida di un pullman e decide di seguirlo travestendosi da Serpentina, giungendo a Horoboros. Lì, Pythor, con l'aiuto di Skales, prende il controllo delle tribù sconfiggendo gli altri Generali in uno scontro grazie al Flauto Sacro, ma al termine della lotta, Lloyd viene smascherato e imprigionato. Nel tentativo di liberare Lloyd, i ninja e il Samurai finiscono anch'essi prigionieri riuscendo, tuttavia, a scappare.
Infine, Kai scopre che Samurai X è in realtà sua sorella Nya e le promette di non rivelarlo a nessuno. Pythor intanto decide di risvegliare il Great Devourer usando le quattro Lame di Zanna d'Argento, quattro lame ricavate dalle zanne del Great Devourer.

## Tik Tak
Dopo la cattura di Lloyd, Wu racconta ai ninja che, quando lui e Garmadon erano bambini, il fratello fu morso dal Great Devourer, ancora di piccole dimensioni, e ciò lo rese malvagio. Wu decide quindi di partire per cercare qualcuno che possa aiutarli e, dopo la sua partenza, Zane, vedendo il falco, decide di seguirlo con gli altri ninja, mentre Nya continua a cercare le Serpentine.
Durante il viaggio il gruppo si divide e alla fine Zane giunge alla meta da solo. Lì trova un gigantesco robot che lo attacca credendolo un intruso e, una volta sconfitto, Zane entra in un albero-laboratorio dove scopre che lui e il falco sono in realtà dei Nindroidi, ossia vere e proprie intelligenze artificiali. Quando gli altri lo raggiungono, Zane, sull'orlo della disperazione, gli chiede di essere lasciato da solo.
Una volta fuori dal laboratorio, i ninja sono attaccati da dei Tricorni, quadrupedi altissimi che si mimetizzano nella foresta di betulle circostante. Intanto Zane scopre un pulsante della memoria e, attivandolo, scopre che lui fu creato dal dottor Julien, geniale inventore che lo costruì per avere il figlio che non aveva mai avuto. Quando egli morì di vecchiaia, spense la memoria di Zane in modo che cominciasse una nuova vita.
Dopo avere saputo tutto ciò, Zane si precipita ad aiutare gli amici e affronta la regina dei Tricorni scoprendo il suo Vero Potenziale, ossia ciò che veramente può fare, sapendo finalmente chi è. I ninja si complimentano con lui e gli assicurano che, anche se è un Nindroide, per loro resterà sempre un fratello.
Intanto, Pythor scopre la mappa indicante la posizione delle quattro Lame di Zanna unendo il veleno dei cinque scettri dei Generali delle Serpentine e si appresta a ritrovarle. Nel frattempo Wu usa il tè del viaggiatore per raggiungere un luogo oscuro dove si trova la persona che stava cercando: suo fratello Lord Garmadon.

## Morsi e stravolti / Morso una volta non ci cado più
Wu chiede a Garmadon perché lui sia venuto in quel luogo d'oscurità e lui risponde che lì la magia nera lo ha reso molto più forte e che ora, avendo quattro braccia, può finalmente gestire il potere di tutte e quattro le Armi d'Oro, senza permettere che lui lo fermi. Segue una lotta tra i due fratelli, alla fine della quale Wu rivela a Garmadon che suo figlio Lloyd è in pericolo. Garmadon decide allora di allearsi con Wu e lo guida verso i Monti della Follia, l'unico luogo dove si trova la strada per tornare a Ninjago.
Intanto i ninja studiano lo scheletro di un antico Fangpyre insieme a Nya, la quale ne deduce che l'unico modo per fermare il propagarsi del loro morso sia un aumento della frequenza cardiaca. Alla fine della lezione, Jay trova il coraggio di chiedere a Nya un appuntamento, la quale accetta, ma nel festeggiare, Jay si punge per sbaglio con la zanna del Fangpyre morto, cosa a cui non dà molta importanza per il momento.
Nel frattempo, le Serpentine giungono nel luogo dove è sepolta la prima Lama di Zanna: il Mega-Monster Luna Park e vi entrano fingendosi attori in costume, venendo comunque identificati dal computer dei ninja. Jay porta Nya in un ristorante del luna park, ma è presto costretto ad allontanarsi dal tavolo perché la puntura della zanna del Fangpyre sta avendo effetto.
Dopo aver aspettato per un po’ il ritorno di Jay, Nya esce dal ristorante per compiere il suo dovere da Samurai, ma le Serpentine la catturano e la smascherano, per poi incatenarla su una montagna russa la cui pista è stata danneggiata. Jay cerca di salvarla e gli rivela del morso del Fangpyre, mentre Nya gli confessa di essere il misterioso Samurai, per poi dichiarargli il suo amore e baciarlo.
Il bacio aumenta la frequenza cardiaca di Jay, facendolo guarire dal morso. Poco dopo Jay riesce a liberare il suo Vero Potenziale riuscendo a salvare Nya. Nulla però basta per impedire alle Serpentine di prendere la Lama e fuggire. Infine, Nya rivela a tutti che è lei il Samurai e i ninja sono felici di avere un alleato in più.
Intanto Wu e Garmadon raggiungono i Monti della Follia, ma a detta di Garmadon il peggio deve ancora venire.

## I fabbri reali
Pythor raggiunge il luogo dove è sepolta la seconda Lama di Zanna, ma, scoprendo che il percorso è irto di trappole, giunge ad un compromesso con Lloyd: la libertà in cambio della Lama. Lloyd supera faticosamente le trappole, ma una volta arrivato scopre che la Lama è già stata rubata e, pertanto, Pythor si rifiuta di liberarlo.
Intanto, i ninja scoprono che la seconda Lama fu portata a Ninjago City da un collezionista di manufatti antichi, di nome Clutch Powers, e che ora è parte del trofeo della Coppa di Lama, che il padre di Cole vinse numerose volte assieme al suo quartetto “I Fabbri Reali”.
Per questo, i ninja si recano dal padre di Cole per saperne di più sulla Coppa, scoprendo che l'unico modo per avere il trofeo è guadagnarselo, vincendolo al Ninjago Talent Show. Intanto, anche le Serpentine vengono a sapere della Competizione e Pythor si reca lì travestito come uno dei giudici, dopo avere divorato quello vero.
A causa di un malinteso, Cole è costretto a rivelare al padre di essere un ninja e di aver abbandonato l’Accademia d’Arte drammatica e questi se ne va deluso. Per questo, Cole rettifica il piano che non sarà più rubare la Coppa, ma vincerla. Durante lo spettacolo, nel combattere tre Serpentine, Cole riesce a fare il Triplo Passo della Tigre, un passo di danza che gli fa guadagnare il massimo punteggio e, di conseguenza, gli fa vincere la Coppa di Lama.
Poco dopo il padre di Cole arriva a congratularsi con suo figlio dicendogli di essere fiero di lui. Grazie a ciò, Cole scopre il suo Vero Potenziale salvando suo padre dall’attacco di Pythor, che è riuscito nel frattempo a rubare la Coppa di Lama.
Intanto, Garmadon e Wu raggiungono un portale sulla cima dei Monti della Follia, dopo avere combattuto contro dei mostri di melma. Garmadon butta Wu nel vortice, salvo poi buttarsi anche lui, per poi ritrovarsi tutti e due nel Malachite Village.

## Il ninja verde
Nya prepara un percorso di addestramento per i ninja, ma tutti notano l'assenza di Kai. Dopo averlo cercato, scoprono che era nella stanza di Sensei Wu e che stava provando la divisa del Ninja Verde, nella speranza che lo aiutasse a liberare il suo Vero Potenziale. Poco dopo, Wu ritorna al vascello e spiega ai ninja che Lord Garmadon sarà loro ospite, ma Kai è molto sospettoso nei suoi confronti e si convince che affrontandolo potrà liberare il suo Vero Potenziale dimostrando di essere lui il Ninja Verde.
Dopo qualche giorno, il falco di Zane individua le Serpentine, che sono vicine al Tempio del Fuoco, e che stanno portando Lloyd con loro. All'improvviso Garmadon sparisce dalla stanza e Kai lo sorprende a rubare le Armi d'Oro, per questo i due combattono, ma alla fine Wu spiega che è stato lui a mandare Garmadon a prendere le Armi.
Accompagnati da Wu e Garmadon, i ninja si recano al Tempio del Fuoco ma, a causa dell'attività del vulcano, Kai e Lloyd rimangono intrappolati nella caldera mentre le Serpentine riescono a fuggire. Poco dopo il vulcano erutta e i ninja cominciano a disperarsi per la morte dei loro amici, ma poco dopo compare Kai che, scoprendo il suo Vero Potenziale, è riuscito a salvare sé stesso e Lloyd.
Quando Wu gli chiede come abbia fatto a scoprire il suo Vero Potenziale, Kai risponde che ha capito che il suo allenamento non era mirato a farlo diventare il Ninja Verde ma per poterlo proteggere. Perciò, le Armi d'Oro vengono posizionate intorno a Lloyd e queste s’illuminano di verde, indicando che è Lloyd il prescelto destinato a diventare il Ninja Verde.
Nonostante Garmadon sia felice di aver ritrovato suo figlio, diventa triste per il fatto che ora la sua famiglia è ancora più divisa: non solo fratello contro fratello, ma anche figlio contro padre.
Nel frattempo, Pythor, mentre scende con le altre Serpentine dal versante del vulcano, nota la Lama di Zanna in un corso di lava, riuscendo a tirarla fuori col suo scettro.

## Meglio di niente
Sotto consiglio di Lloyd, il ninja decidono di prendere le tre Lame di Zanna già in possesso di Pythor. Nya allora fa una scansione di Ninjago per capire dove sono e scopre che tutte le tombe e i luoghi dove erano sepolte le Lame sono stati collegati formando un'immensa fortezza sotterranea sotto la tomba dei Constrictai dove, probabilmente, si trovano le Lame. Durante il viaggio, i ninja escogitano diversi modi per eludere i poteri delle Serpentine: Jay crea un esoscheletro per evitare il morso dei Fangpyre, Cole impara a sfuggire alle prese dei Constrictai, Zane ricorre al collegamento con il suo falco per potere vedere anche se colpito dal veleno allucinogeno dei Venomari e Kai impara a lottare senza guardare per evitare di essere ipnotizzato dagli Hypnobrai.
Arrivati alla fortezza, i ninja scoprono che quasi tutte le serpentine sono a guardia delle Lame, difese in particolare dai tre Generali rimasti, Fangtom, Skalidor e Acidicus. Grazie ai modi studiati sul vascello, i ninja resistono ai poteri delle Serpentine e anche Nya e Sensei Wu scendono in campo, a differenza di Garmadon che è rimasto sulla nave con Lloyd. Purtroppo i ninja, Nya e Wu finiscono in una trappola che li ingabbia rendendo vani i loro poteri e proprio in quel momento, Pythor torna con l'ultima Lama e toglie le Armi d'Oro ai ninja e, sotto richiesta dei suoi sudditi, lascia che per quella sera si divertano con un’Arena Viscida.
Intanto Lloyd sorprende Garmadon rubare alcuni preziosi file dal computer del vascello e lo caccia. Proprio in quel momento, Nya chiede aiuto con il trasmettitore radio della sua armatura da Samurai e Lloyd si precipita ad aiutarli indossando la divisa del Ninja Verde. A causa della sua inesperienza, Lloyd inciampa e cade proprio di fronte a Pythor, ma, quando le cose sembrano mettersi male, Garmadon fa ritorno con l'esercito degli scheletri, che hanno deciso di combattere al suo fianco poiché odiano i serpenti.
Scoppia una feroce battaglia e Pythor cerca di scappare con le Lame, ma Lloyd libera i ninja e restituisce loro le Armi d'Oro, riuscendo facilmente a battere Pythor. Dopo aver preso le Lame, i ninja scappano insieme a Wu, Nya, Garmadon e Lloyd, mentre gli scheletri continuano a battersi per dargli il tempo di fuggire. Tornati al vascello, Garmadon saluta il figlio e gli confida di essere orgoglioso di lui nonostante si trovi dalla parte opposta, per poi andarsene.
Sensei Wu fa rotta verso il Monte della Fiaccola, l'unico luogo dove le Lame possono essere distrutte, e infine tutti festeggiano per la vittoria. Pythor, però, grazie al suo potere di divenire invisibile, è riuscito a salire sul vascello e ha un piano per riprendersi le quattro Lame di Zanna.

## Il risveglio del Great Devourer
I ninja sono diretti verso il Monte della Fiaccola, dove il calore della lava supera il miliardo di gradi, l'unico luogo dove possono essere distrutte le quattro Lame di Zanna.
Intanto Lloyd usa il percorso di addestramento per allenarsi da solo, ma poco dopo sente una voce che lo prende in giro, quindi Pythor si mostra e affinché Lloyd non dica niente, lo lega a un sacco da pugilato e lo imbavaglia. Intanto i ninja si preparano a distruggere le Lame quando Lloyd riesce a liberarsi e avvisa gli amici con l'altoparlante che Pythor è a bordo, ma è troppo tardi. Il serpente manda in tilt il computer della nave e questa si inclina pericolosamente verso la lava, consentendogli di rubare le Lame di Zanna. Lloyd riesce però a tenerlo occupato finché Nya non arriva con l’armatura da Samurai, ma Pythor fugge comunque a bordo di un Elicrotalo guidato da Skales.
I ninja, Nya e Wu li inseguono, lasciando Lloyd sulla nave. Pythor e Skales riescono a raggiungere un pullman che i Fangpyre trasformano in una fortezza mobile. Con essa fuggono verso Horoboros e ha così inizio un inseguimento. Alla fine i ninja riescono a salire sul pullman sconfiggendo tutte le Serpentine e si apprestano ad affrontare Pythor, alla guida del mezzo, ma, prima che i ninja possano entrare, Wu stacca la motrice dal resto dell'autocarro, affermando che è il suo destino affrontare Pythor da solo.
Pythor e Wu combattono, ma alla fine Pythor vince e raggiunge Horoboros. Nel frattempo i ninja vengono portati da Lloyd, che aggancia l'autocarro con l’ancora del vascello, ad Horoboros. Pythor inserisce le Lame nelle fessure nelle zanne della statua del Great Devourer, il quale comincia a risvegliarsi. In quel momento arriva Wu dicendogli che non riuscirà mai a controllare il Devourer che divorerà tutto, anche le Serpentine. In quel momento la statua del Great Devourer si distrugge e Pythor scopre che il Divoratore non era dentro la statua, bensì al di sotto della piazza centrale di Horoboros.
Pythor cerca di scappare ma Wu lo blocca, dicendogli che è il loro destino essere divorati dal Great Devourer. Proprio in quel momento arrivano i ninja e Sensei Wu li implora di fare tutto ciò che possono per fermare il Divoratore. Poco dopo il terreno della piazza si spacca e il Great Devourer esce fuori, più grande che mai, ruggendo al cielo e pronto a divorare ogni cosa.

## Il giorno del Great Devourer
Il Great Devourer divora Wu e Pythor in un solo boccone, per poi gettarsi all'inseguimento dei ninja, distruggendo gran parte della città di Horoboros. I ninja fuggono con la nave ma il Divoratore non demorde continuando ad inseguirli. Lloyd, quindi, suggerisce di gettare le cose non necessarie fuori bordo per alleggerire il carico del vascello e farlo accelerare.
Nya riesce a raggiungere la Gola Disgregata dove sperano di trovare rifugio, ma il serpente riesce a colpire il vascello e i ninja sono costretti ad abbandonare la nave che viene divorata in un solo boccone. Quando il Divoratore si allontana, Jay suggerisce di rifugiarsi nelle tombe delle Serpentine poiché hanno perso ogni speranza, ma Kai ha un'idea e si dirige verso il deposito di rottami dei genitori di Jay.
Intanto le Serpentine si rifugiano nella tomba dei Fangpyre e i generali se la prendono con Skales dicendogli che avrebbe dovuto accorgersi che Pythor era pazzo, essendo il suo secondo, e che ora il Great Devourer li divorerà tutti.
Intanto i ninja raggiungono il deposito e scoprono che i genitori di Jay sono assenti, apprendendo dal postino che sono alla manifestazione "Riprendiamoci Ninjago!" dove la gente parla dei nuovi problemi sorti con le Serpentine. Proprio in quel momento arriva il Great Devourer e i ninja usano il Vortice della Creazione per costruire un'arma il cui cannone non spara proiettili, bensì il suono registrato del Flauto Sacro, ma il serpente la distrugge. Poco prima che il Devourer fugga, Kai riesce a notare il suo punto debole sulla sua fronte.
Dopo la sua fuga dal deposito, il Great Devourer si dirige verso Ninjago City e, usando le linee della metropolitana, entra nel centro. I ninja arrivano in aiuto della popolazione, ma, quando le cose si mettono male, fanno ritorno i draghi degli Elementi, ora mutati in un unico drago bianco a quattro teste che, però, non riesce a battere il Devourer. Proprio in quel momento fa ritorno Garmadon, che ha saputo la notizia dalla televisione, e chiede ai ninja di dargli le Armi d'Oro, poiché è l'unico che può usarle in contemporanea. I ninja, anche se titubanti, consegnano le Armi a Garmadon e intrappolano il serpente nelle strade della città.
A quel punto, Garmadon, dal tetto di un grattacielo, si getta sul Devourer colpendolo nel suo punto debole con tutte e quattro le Armi. Il Great Devourer esplode è il veleno si è sparso d ovunque e Garmadon fugge con le Armi d'Oro. Con grande sollievo dei ninja, Wu è riuscito ad uscire indenne dal Devourer, quello che però nessuno sa è che anche Pythor è ancora vivo.